# Воробкало Андрій Станіславович
Андрій Станіславович Воробкало (1996—2023) — український військовослужбовець, солдат Збройних Сил України учасник російсько-української війни, що відзначився і загинув у ході російського вторгнення в Україну.

## Життєпис
Народився 24 червня 1996 в с. Хутори Черкаського району Черкаської області, де і закічив середню школу. Невдовзі переїхав до Греції, де на той час мешкала його мати. Працював у різних сферах та почав займатись бойовими мистецтвами — хапкідо та тхеквондо, згодом отримав чорний пояс. Відкрив свою школу тхеквондо, де навчав дітей.
З початком російського вторгнення в Україну, у середині квітня 2022 року, повернувся до України та долучився до лав Української добровольчої армії. Опанував фах парамедика та мінометника. Брав участь у бйових діях на Донеччині та Херсонщині. З 5 грудня 2022 року перевівся до складу 9-го окремого стрілецького батальйону, де він став командиром 120-мм міномета.
Загинув 2 квітня 2023 року під час оборони м. Бахмут на Донеччині.
Похований у рідному селі Хутори на Черкащині.

## Нагороди
- Орден «За мужність» III ступеня (30.06.2023, посмертно) — за особисту мужність, виявлену у захисті державного суверенітету та територіальної цілісності України, самовіддане виконання військового обов'язку[4].

## Вшанування пам'яті
18 травня 2025 року під час ХХХ вшанувань Героїв Холодного Яру, на Пантеоні Героїв біля Мотриного монастиря урочисто відкрито нові пам’ятники шести полеглим борцям за Українську державу, серед яких Воробкало-«Грек» Андрій Станіславович.